# Anatoly Laryukov
Anatoly Laryukov (né le 28 octobre 1970) est un judoka biélorusse. Aux Jeux olympiques d'été de 2000, il combat dans la catégorie des poids légers et remporte la médaille de bronze. Au cours de sa carrière, il monte également sur de nombreux podiums lors des Championnats d'Europe. Il met un terme à sa carrière en 2004.

## Palmarès

### Jeux olympiques
- Jeux olympiques de 2000 à Sydney,  Australie
  -  Médaille de bronze.

### Championnats d'Europe
- 1990 à Ankara,  Turquie :  Médaille d'or.
- 1997 à Ostende,  Belgique :  Médaille d'argent.
- 2002 à Maribor,  Slovénie :  Médaille d'or.
- 2003 à Düsseldorf,  Allemagne :  Médaille de bronze.